# Druid’s Circle (Conwy)

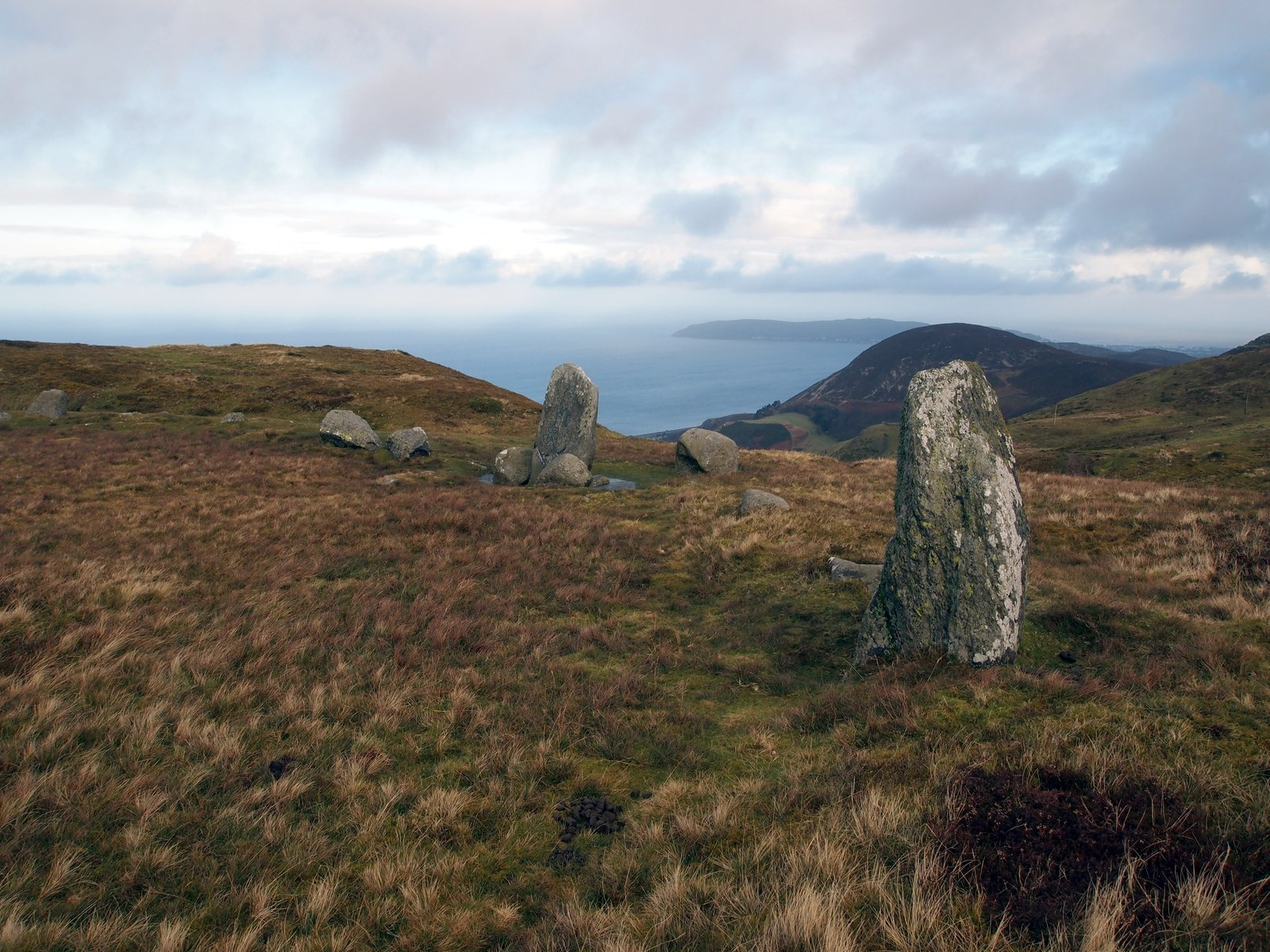
Der Steinkreis – im Hintergrund der Atlantik

Druid’s Circle (auch Meini Hirion oder Y Meini Hirion) ist der Name eines Steinkreises südlich von Penmaenmawr, westlich von Conwy im Norden von Wales, der stark an Lakeland Kreise wie Swinside erinnert. Meini Hirion – walisisch für „Lange Steine“ – ist auch der Name zweier, westlich der A496 bei Llanbedr in Gwynedd stehender Menhire.

## Beschreibung
Der ursprünglich aus 30 Steinen bestehende, von W. E. Griffiths 1950 ausgegrabene Steinkreis, liegt etwa 420 m hoch im Moorgebiet über der Colwyn Bay. 11 Steine sind erhalten und stehen innerhalb eines niedrigen Walles von etwa 35 m Durchmesser. Der 23 m messende Ring ist kein perfekter Kreis, sondern auf der Nordostseite leicht abgeflacht, wo ein Weg verläuft. Zwei Portalsteine sind nach Süden ausgerichtet.
Die Nähe zum etwa 400 m entfernten Graig Lwyd Beil-Schlagplatz deutet zwar auf einen frühen Zeitpunkt für den Bau, steht aber im Widerspruch zu den bronzezeitlichen Funden, die könnten sekundäre Nutzungen des Kreises sein. Ein zerstörter Steinkreis (Circle 278) liegt im Westen, eine zerstörte Höhensiedlung im Südwesten und ein kleiner  Cairn auf dem nahen Hügel Tal-y-Fan.

## Funde
Gefunden wurden ein Stein einer Steinkiste mit ungleichmäßig um ihn herum verstreuten Steinen, darunter auch Quarz. In der Kiste war ein Gefäß, das die verbrannten Knochen eines Kindes im Alter zwischen zehn und zwölf Jahren enthielt. Eine zweite Feuerbestattung wurde in einer Grube gefunden. Ein schlichtes Gefäß enthielt die verbrannten Knochen eines Kindes im Alter zwischen elf und dreizehn Jahren, begleitet von einem kleinen bronzenen Messer.
Eine vorläufige Datierung wurde auf 1450 bis 1400 v. Chr. in der Bronzezeit vorgenommen, aber der Kreis kann auch viel älter sein (3000 v. Chr.)

## Legenden
Mit zwei Steinen sind Legenden verbunden. Der Stein des Opfers steht im Osten und hat einen gekrümmten natürlichen Felsvorsprung an der Spitze. Die Legende besagt, dass die Kinder, die hier während der Zeremonien innerhalb des Ringes getötet wurden, hier zu Tode kamen.
An der Westseite steht die sogenannte Gottheit. Der Stein hat ein anthropomorphes Aussehen, ähnlich einer menschlichen Figur mit einer Kapuze und blickt direkt in die Kreismitte. Der Legende nach wird dieser Stein alle erschlagen, die in der Nähe fluchen. Es wird behauptet, das ein Skeptiker den Kreis in der Nacht aufsuchte um die Aussage zu testen. Seine Leiche wurde am nächsten Tag am Fuße des Gottheit Steins gefunden.

## Andere Fundorte gleichen Namens
Der Druid’s Circle in Alderley Edge in Cheshire in England ist eine Steinkreisnachbildung aus dem 18. Jahrhundert.
Der Bwlch y Ddeufaen ist ein Gebirgspass mit zwei Menhiren in der Nähe.